# Ласт Ченс (Марс)

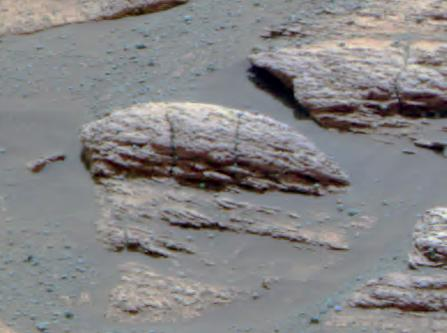
Горное обнажение «Ласт Ченс», снимок марсохода Оппортьюнити.

«Ласт Ченс» (англ. Last Chance, МФА: — Последний шанс) —  слоистое скальное обнажение, обнаруженное марсоходом Оппортьюнити в марте 2004 года. Обнажение находится недалеко от места посадки марсохода (кратер Игл) на плато Меридиана, в точке с координатами 1°54′ ю. ш. 354°30′ в. д. / 1,9° ю. ш. 354,5° в. д.. Снимки, переданные Оппортьюнити доказали, что обнажение является пластовым. У основания скалы, можно заметить слои, которые направлены вниз под уклоном вправо. Толщина слоев составляет 1-2 см.